# Koniuchy (przystanek kolejowy)
Koniuchy – przystanek osobowy w Koniuchach-Kolonii, w gminie Miączyn, w powiecie zamojskim, w województwie lubelskim. Położony jest przy linii kolejowej z Zawady do Hrubieszowa Miasto. Został oddany do użytku w 1916 roku.